# Нефёдов, Пётр Прохорович
Пётр Прохорович Нефёдов (1915—1943) — старший сержант Рабоче-крестьянской Красной Армии, участник Великой Отечественной войны, Герой Советского Союза (1943).

## Биография
Пётр Нефёдов родился 10 мая 1915 года в селе Вышнее Бабино (ныне — Обоянский район Курской области). После окончания четырёх классов школы работал сначала в колхозе, затем на заводе в Жданове (ныне — Мариуполь). В 1943 году Нефёдов был призван на службу в Рабоче-крестьянскую Красную Армию. С февраля того же года — на фронтах Великой Отечественной войны.
К сентябрю 1943 года старший сержант Пётр Нефёдов командовал взводом 842-го стрелкового полка 240-й стрелковой дивизии 38-й армии Воронежского фронта. Отличился во время битвы за Днепр. В ночь с 26 на 27 сентября 1943 года Нефёдов одним из первых переправился через Днепр в районе села Лютеж Вышгородского района Киевской области Украинской ССР и принял активное участие в боях за захват и удержание Лютежского плацдарма на его западном берегу. 5 октября 1943 года он погиб в бою. Похоронен в братской могиле в Лютеже.
Указом Президиума Верховного Совета СССР от 29 октября 1943 года за «образцовое выполнение боевых заданий командования на фронте борьбы с немецкими захватчиками и проявленные при этом мужество и героизм» старший сержант Пётр Нефёдов посмертно был удостоен высокого звания Героя Советского Союза. Также был награждён орденом Ленина и медалью.
В честь Нефёдова названа улица и установлен памятник в Лютеже.